# Campeonato Sudamericano de Baloncesto Femenino de 1999
El Campeonato Sudamericano de baloncesto Femenino de 1999 corresponde a la XXVI edición del Campeonato Sudamericano de Baloncesto Femenino, que es organizado por FIBA Américas. Fue disputado en la ciudad de Vitoria, en el estado de Espirito Santo en  Brasil, entre el 29 de abril y el 3 de mayo de 1999 y clasifica a 3 equipos al Fiba Americas Femenino 1999 que clasifica a los Juegos Olímpicos de 2000

## Grupo único
|   | Equipo    | Pts | J | G | P | PF  | PC  | Dif  |
| - | --------- | --- | - | - | - | --- | --- | ---- |
| 1 | Brasil    | 10  | 5 | 5 | 0 | 596 | 232 | +364 |
| 2 | Argentina | 9   | 5 | 4 | 1 | 445 | 307 | +138 |
| 3 | Venezuela | 8   | 5 | 3 | 2 | 324 | 372 | -48  |
| 4 | Chile     | 7   | 5 | 2 | 3 | 342 | 444 | -102 |
| 5 | Bolivia   | 6   | 5 | 1 | 4 | 303 | 446 | -143 |
| 6 | Ecuador   | 5   | 5 | 0 | 5 | 298 | 507 | -209 |

| 29 de abril, 16:30    | Brasil                | 139 - 57              | Ecuador |  |
|                       |                       |                       |         |  |
| Parciales: -, -, -, - | Parciales: -, -, -, - | Parciales: -, -, -, - | Vitoria |  |

| 29 de abril, 18:30    | Argentina             | 90 - 54               | Chile   |  |
|                       |                       |                       |         |  |
| Parciales: -, -, -, - | Parciales: -, -, -, - | Parciales: -, -, -, - | Vitoria |  |

| 29 de abril, 21:00    | Venezuela             | 70 - 61               | Bolivia |  |
|                       |                       |                       |         |  |
| Parciales: -, -, -, - | Parciales: -, -, -, - | Parciales: -, -, -, - | Vitoria |  |

| 30 de abril, 14:30    | Brasil                | 137 - 55              | Chile   |  |
|                       |                       |                       |         |  |
| Parciales: -, -, -, - | Parciales: -, -, -, - | Parciales: -, -, -, - | Vitoria |  |

| 30 de abril, 18:30    | Venezuela             | 101 - 61              | Ecuador |  |
|                       |                       |                       |         |  |
| Parciales: -, -, -, - | Parciales: -, -, -, - | Parciales: -, -, -, - | Vitoria |  |

| 30 de abril, 20:30    | Argentina             | 107 - 53              | Bolivia |  |
|                       |                       |                       |         |  |
| Parciales: -, -, -, - | Parciales: -, -, -, - | Parciales: -, -, -, - | Vitoria |  |

| 1 de mayo, 14:30      | Ecuador               | 49 - 97               | Argentina |  |
|                       |                       |                       |           |  |
| Parciales: -, -, -, - | Parciales: -, -, -, - | Parciales: -, -, -, - | Vitoria   |  |

| 1 de mayo, 18:30      | Chile                 | 75 - 69               | Bolivia |  |
|                       |                       |                       |         |  |
| Parciales: -, -, -, - | Parciales: -, -, -, - | Parciales: -, -, -, - | Vitoria |  |

| 1 de mayo, 20:30      | Brasil                | 84 - 27               | Venezuela |  |
|                       |                       |                       |           |  |
| Parciales: -, -, -, - | Parciales: -, -, -, - | Parciales: -, -, -, - | Vitoria   |  |

| 2 de mayo, 16:30      | Chile                 | 89 - 71               | Ecuador |  |
|                       |                       |                       |         |  |
| Parciales: -, -, -, - | Parciales: -, -, -, - | Parciales: -, -, -, - | Vitoria |  |

| 2 de mayo, 18:30      | Brasil                | 134 - 39              | Bolivia |  |
|                       |                       |                       |         |  |
| Parciales: -, -, -, - | Parciales: -, -, -, - | Parciales: -, -, -, - | Vitoria |  |

| 2 de mayo, 20:30      | Venezuela             | 49 - 97               | Argentina |  |
|                       |                       |                       |           |  |
| Parciales: -, -, -, - | Parciales: -, -, -, - | Parciales: -, -, -, - | Vitoria   |  |

| 3 de mayo, 16:30      | Bolivia               | 81 - 60               | Ecuador |  |
|                       |                       |                       |         |  |
| Parciales: -, -, -, - | Parciales: -, -, -, - | Parciales: -, -, -, - | Vitoria |  |

| 3 de mayo, 18:30      | Venezuela             | 77 - 69               | Chile   |  |
|                       |                       |                       |         |  |
| Parciales: -, -, -, - | Parciales: -, -, -, - | Parciales: -, -, -, - | Vitoria |  |

| 3 de mayo, 20:30      | Brasil                | 102 - 54              | Argentina |  |
|                       |                       |                       |           |  |
| Parciales: -, -, -, - | Parciales: -, -, -, - | Parciales: -, -, -, - | Vitoria   |  |

| Brasil                |
| Campeón Brasil        |
| Décimo Séptimo Título |

## Clasificación
| Posición | Equipo    |
| -------- | --------- |
| 1        | Brasil    |
| 2        | Argentina |
| 3        | Venezuela |
| 4        | Chile     |
| 5        | Bolivia   |
| 6        | Ecuador   |

## Clasificados al FIBA Américas Femenino 1999
| Bandera de Brasil | Bandera de Argentina | Bandera de Venezuela |
| Brasil            | Argentina            | Venezuela            |
| ----------------- | -------------------- | -------------------- |